# Thegiornalisti
Thegiornalisti ist eine italienische Indie-Rock-Band. 2016 gelang ihr der Mainstream-Durchbruch.

## Bandgeschichte
Die Band wurde 2009 in Rom gegründet. Ihr erstes Album Vol. 1 erschien 2011 und war in nur drei Tagen entstanden, ganz ohne Postproduktion. In Anlehnung an Liam Gallagher erstellte die Band 2012 eine ironische Liste von 40 Beleidigungen anderer italienischer Indie-Bands. Im selben Jahr veröffentlichte sie das zweite Album Vecchio, dessen Mastering in den Abbey Road Studios erfolgte. 2013 folgte die Single Cose in disuso, die in Zusammenarbeit mit Federico Fiumani von der Indie-Band Diaframma entstanden war.
Mit der Single Promiscuità kündigte Thegiornalisti 2014 das dritte Album Fuoricampo an. Später erhielt die Band einen Plattenvertrag mit dem Label Carosello Records. Mit der Single Completamente gelang ihr 2016 der Durchbruch im Mainstream, womit ihr viertes Album Completamente Sold Out ihr erster kommerzieller Erfolg wurde. In Zusammenarbeit mit dem Rapper Fabri Fibra erschien 2017 auch die erfolgreiche Single Pamplona, die wie der Nummer-eins-Hit Riccione ein Sommerhit wurde.
2018 meldete sich die Band mit der Single Questa nostra stupida canzone d’amore zurück. Diese folgten Felicità puttana und New York, bis im September des Jahres das fünfte Album Love erschien. Dieses erreichte erstmals die Spitze der italienischen Charts. Nach einer ausgedehnten Tournee, dem Sommerhit Maradona y Pelé und einem finalen Konzert im Circus Maximus kündigte Sänger Tommaso Paradiso im September 2019 seinen Ausstieg an und begann eine Solokarriere.

## Diskografie

### Alben
| Jahr | Titel Musiklabel                 | Höchstplatzierung, Gesamtwochen, AuszeichnungChartplatzierungen (Jahr, Titel, Musiklabel, Platzierungen, Wochen, Auszeichnungen, Anmerkungen) | Höchstplatzierung, Gesamtwochen, AuszeichnungChartplatzierungen (Jahr, Titel, Musiklabel, Platzierungen, Wochen, Auszeichnungen, Anmerkungen) | Anmerkungen         |
| Jahr | Titel Musiklabel                 | IT | CH | Anmerkungen         |
| ---- | -------------------------------- | --- | --- | ------------------- |
| 2017 | Completamente Sold Out Carosello | IT11 ×2Doppelplatin · (114 Wo.)IT | — | Verkäufe: + 100.000 |
| 2018 | Love                             | IT1 ×2Doppelplatin · (89 Wo.)IT | CH36 (3 Wo.)CH | Verkäufe: + 100.000 |

### Singles
| Jahr | Titel Album                                | Höchstplatzierung, Gesamtwochen, AuszeichnungChartplatzierungen (Jahr, Titel, Album, Platzierungen, Wochen, Auszeichnungen, Anmerkungen) | Höchstplatzierung, Gesamtwochen, AuszeichnungChartplatzierungen (Jahr, Titel, Album, Platzierungen, Wochen, Auszeichnungen, Anmerkungen) | Anmerkungen                                             |
| Jahr | Titel Album                                | IT | CH | Anmerkungen                                             |
| --- | ------------------------------------------ | --- | --- | ------------------------------------------------------- |
| 2016 | Completamente Completamente Sold Out       | IT54 ×3Dreifachplatin · (20 Wo.)IT | — | Verkäufe: + 150.000                                     |
| 2017 | Sold Out Completamente Sold Out            | IT72 Platin · (9 Wo.)IT | — | Verkäufe: + 50.000                                      |
| 2017 | Pamplona Fenomeno                          | IT4 ×4Vierfachplatin · (32 Wo.)IT | — | Fabri Fibra feat. Thegiornalisti Verkäufe: + 200.000    |
| 2017 | Riccione                                   | IT1 ×4Vierfachplatin · (28 Wo.)IT | CH59 (4 Wo.)CH | Verkäufe: + 200.000                                     |
| 2018 | Questa nostra stupida canzone d’amore Love | IT7 ×3Dreifachplatin · (43 Wo.)IT | — | Erstveröffentlichung: 21. März 2018 Verkäufe: + 150.000 |
| 2018 | Felicità puttana Love                      | IT4 ×4Vierfachplatin · (48 Wo.)IT | — | Erstveröffentlichung: 13. Juni 2018 Verkäufe: + 200.000 |
| 2018 | New York Love                              | IT7 Platin · (21 Wo.)IT | — | Verkäufe: + 50.000                                      |
| 2019 | Maradona y Pelé                            | IT7 ×2Doppelplatin · (21 Wo.)IT | — | Erstveröffentlichung: 17. Mai 2019 Verkäufe: + 100.000  |
| Folgende Lieder erschienen nicht als Single, wurden aber durch das Album zum Download und Streaming bereitgestellt und konnten somit eine Platzierung erlangen: |                                            | | |                                                         |
| |                                            | | |                                                         |
| 2018 | Zero stare sereno Love                     | IT26 Platin · (6 Wo.)IT | — | Verkäufe: + 50.000                                      |
| 2018 | Love                                       | IT45 (1 Wo.)IT | — |                                                         |
| 2018 | L’ultimo giorno della terra Love           | IT79 (1 Wo.)IT | — |                                                         |
| 2018 | Controllo Love                             | IT88 (1 Wo.)IT | — |                                                         |
| 2018 | Una casa al mare Love                      | IT94 (1 Wo.)IT | — |                                                         |

Weitere Singles
- 2014: Fine dell’estate – Gold (25.000+)[3]
- 2016: Fatto di te – Gold (25.000+)[3]
- 2016: Il tuo maglione mio – Gold (25.000+)[3]
- 2017: Senza – Gold (25.000+)[3]
- 2018: Tra la strada e le stelle – Gold (25.000+)[3]

## Belege
1. ↑  Alberto Muraro: Tommaso Paradiso annuncia lo scioglimento dei TheGiornalisti: “È stata una fantastica avventura”. 17. September 2019, abgerufen am 19. Oktober 2019.
2. ↑  Chartquellen (Alben):
  - Alben von Thegiornalisti. In: Italiancharts.com. Hung Medien, abgerufen am 20. Oktober 2019.
  - Alben von Thegiornalisti. In: Hitparade.ch. Hung Medien, abgerufen am 20. Oktober 2019.
3. 1 2 3 4 5 6 7  Certificazioni. FIMI, abgerufen am 8. März 2021.
4. ↑  Chartquellen (Singles):
  - Archivio classifiche Top Singoli. FIMI, abgerufen am 20. Oktober 2019 (italienisch).
  - Songs von Thegiornalisti. In: Hitparade.ch. Hung Medien, abgerufen am 4. April 2018.